# Kloster Freienhagen
Das Kloster Freienhagen war ein kleiner Konvent der Wilhelmiten in der Stadt Freienhagen, heute Stadtteil von Waldeck, im Landkreis Waldeck-Frankenberg in Nordhessen (Deutschland).
Von 1411 bis 1502 ist in Freienhagen eine Niederlassung des Wilhelmiten-Ordens urkundlich nachweisbar. Das genaue Gründungsjahr ist unbekannt, aber ab 1411 sind in den Quellen verschiedene Stiftungen zum Abhalten von Seelenmessen durch die Klosterbrüder nachgewiesen. Nach Freienhagen kamen die Brüder aus dem im Dezember 1291 gegründeten Kloster Witzenhausen, möglicherweise auf Veranlassung des hessischen Landgrafen Hermann II., der die kleine Stadt ab 1368 schrittweise in hessischen Besitz gebracht hatte.
Die Niederlassung bestand nur aus einem Prior und sechs Brüdern und erwarb im Laufe ihres Bestehens nur bescheidenen Grundbesitz, darunter allerdings durch Kauf das ehedem dem Kloster Netze gehörende Gut Ritmaringhausen. Das (oder die) Konventsgebäude stand vermutlich auf dem jetzigen Pfarrgelände östlich der aus dem 13. Jahrhundert stammenden Freienhagener Stadtpfarrkirche, die die Brüder in Ermangelung einer eigenen Kirche oder Kapelle als Konventskirche nutzten.
Die Existenz des Konvents ist bis mindestens 1502 belegt. In einer Urkunde von 1518 wird der „Convent zom Frienhagen Sant Wilhelmsorden“ erwähnt, allerdings ohne dass dabei deutlich wird, ob er zu dieser Zeit noch bestand. Wohl im Jahre 1527, nach der Einführung der Reformation durch die Grafen Philipp III. von Waldeck-Eisenberg und Philipp IV. von Waldeck-Wildungen in der Grafschaft Waldeck, und als die Stadtkirche evangelisch wurde, wurde das Kloster vermutlich aufgehoben. Die Konventsgebäude, von denen heute nichts mehr erhalten ist, und die Gärten kamen an die evangelische Pfarrei. Zwar wird 1528 ein Prior erwähnt, aber er dürfte zu diesem Zeitpunkt wohl bereits ehemaliger Prior gewesen sein.